# Листоед ивовый пятиточечный
Листоед ивовый пятиточечный (лат. Gonioctena quinquepunctata) — вид жуков-листоедов из подсемейства хризомелин.

## Распространение
Распространён в Северной, Центральной и Южной Европе.